# Coco Chanel (film)
Coco Chanel este un film de televiziune din 2008 regizat de Christian Duguay după un scenariu de Ron Hutchinson, Enrico Medioli și Lea Tafuri. În rolul titular apare Shirley MacLaine (ca Coco Chanel mai în vârstă,  una dintre cele mai mari creatoare de modă ale secolului al XX-lea). MacLaine a fost nominalizată la premiile Globul de Aur, Emmy și Screen Actors Guild pentru interpretarea sa actoricească din acest film.
Coco Chanel a fost transmis în SUA pe canalul de cablu Lifetime Television.

## Distribuție principală
- Shirley MacLaine este Coco Chanel (în vârstă)
- Barbora Bobulová este Coco Chanel (tânără)
- Robert Dawson este Lord Fry
- Olivier Sitruk este Arthur "Boy" Capel
- Marine Delterme este Emilienne d'Alençon
- Anny Duperey este Madame Desboutins
- Cosimo Fusco este Albert
- Valentina Lodovini este Adrienne
- Malcolm McDowell este Marc Bouchier
- Sagamore Stévenin este Etienne Balsan
- Cecile Cassel este Gabrielle Dorziat
- Brigitt Christensen este Țarina Alexandra a Rusiei
- Jean-Claude Dreyfus este Paul Poiret
- Vincent Nemeth este Jacques Doucet (creator de modă)

## Lansare pe discuri
La 7 iulie  2009, Coco Chanel a fost lansat pe DVD pentru Regiunea 1. (SUA)

## Premii și nominalizări
Golden Globe Award
- Best Actress – Miniseries or Television Film (MacLaine, nominalizare)

Screen Actors Guild (SAG)
- Outstanding Female Actor – Miniseries or Television Film (MacLaine, nominalizare)

61st Primetime Emmy Awards
- Outstanding Made for Television Movie (nominalizare)
- Outstanding Lead Actress in a Miniseries or a Movie (MacLaine, nominalizare)